# Betiana Basualdo
Betiana Paola Basualdo (Mar del Plata, 12 de mayo de 1976) es una deportista argentina que compitió en natación adaptada, especialista en 50 m estilo espalda, 50 m estilo libre, 100 m estilo espalda y 100 m estilo libre.
Ha sido parte del conjunto femenino de deportistas argentinas que asistió a varios Juegos Paralímpicos. Recibió sus primeras medallas en los Juegos Paralímpicos de Atlanta 1996, donde ganó la presea dorada en los 100 m estilo libre y superó la plusmarca mundial con un tiempo de 3min09s00; adicionalmente, alcanzó la medalla de plata en los 50 m estilo libre y la medalla de bronce en los 50 m estilo libre, todas dentro de la categoría S2. Por otro lado, en los Juegos Paralímpicos de Atenas 2004 ganó la medalla de bronce en los 100 m estilo libre dentro de la misma categoría.
A nivel panamericano, recibió la presea de bronce en los 200 m estilo libre y 50 m estilo espalda en los Juegos Parapanamericanos de 2007 realizados en Río de Janeiro.

## Carrera deportiva

### Juegos Paralímpicos

#### Oro, plata y bronce en Atlanta 1996
En Atlanta Betiana Basualdo se presentó en tres pruebas y ganó medalla en las tres: una de oro, una de plata y una de bronce. Adicionalmente la medalla de oro la ganó con récord mundial.
| Natación Mujeres 100 m libres S2 Participantes: 7 | Natación Mujeres 100 m libres S2 Participantes: 7 | Natación Mujeres 100 m libres S2 Participantes: 7 | Natación Mujeres 100 m libres S2 Participantes: 7 | Natación Mujeres 100 m libres S2 Participantes: 7 |
|                                                   | Atleta                                            | País                                              | Tiempo                                            |                                                   |
| ------------------------------------------------- | ------------------------------------------------- | ------------------------------------------------- | ------------------------------------------------- | ------------------------------------------------- |
| 1                                                 | Betiana Basualdo                                  | Argentina                                         | RM 3:09.00                                        |                                                   |
| 2                                                 | Alejandra Perezlindo                              | Argentina                                         | 3:11.02                                           |                                                   |
| 3                                                 | Sara Carracelas                                   | España                                            | 3:17.28                                           |                                                   |
| Fuente: IPC.                                      |                                                   |                                                   |                                                   |                                                   |

| Natación Mujeres 50 m libres S2 Participantes: 8 | Natación Mujeres 50 m libres S2 Participantes: 8 | Natación Mujeres 50 m libres S2 Participantes: 8 | Natación Mujeres 50 m libres S2 Participantes: 8 | Natación Mujeres 50 m libres S2 Participantes: 8 |
|                                                  | Atleta                                           | País                                             | Tiempo                                           |                                                  |
| ------------------------------------------------ | ------------------------------------------------ | ------------------------------------------------ | ------------------------------------------------ | ------------------------------------------------ |
| 1                                                | Sara Carracelas                                  | España                                           | RM 1:29.77                                       |                                                  |
| 2                                                | Betiana Basualdo                                 | Argentina                                        | 1:31.66                                          |                                                  |
| 3                                                | Victoria Broadribb                               | Reino Unido                                      | 1:31.72                                          |                                                  |
| Fuente: IPC.                                     |                                                  |                                                  |                                                  |                                                  |

| Natación Mujeres 50 m espalda S2 Participantes: 7 | Natación Mujeres 50 m espalda S2 Participantes: 7 | Natación Mujeres 50 m espalda S2 Participantes: 7 | Natación Mujeres 50 m espalda S2 Participantes: 7 | Natación Mujeres 50 m espalda S2 Participantes: 7 |
|                                                   | Atleta                                            | País                                              | Tiempo                                            |                                                   |
| ------------------------------------------------- | ------------------------------------------------- | ------------------------------------------------- | ------------------------------------------------- | ------------------------------------------------- |
| 1                                                 | Sara Carracelas                                   | España                                            | RM 1:30.89                                        |                                                   |
| 2                                                 | Mairead Berry                                     | Irlanda                                           | 1:31.45                                           |                                                   |
| 3                                                 | Betiana Basualdo                                  | Argentina                                         | 1:31.45                                           |                                                   |
| Fuente: IPC.                                      |                                                   |                                                   |                                                   |                                                   |

#### Tres diplomas en Sídney 2000
En Sídney Basualdo volvió a competir en las mismas tres pruebas que en los Juegos anteriores, pero no logró ganar ninguna medalla, aunque en las tres obtuvo diploma paralímpico: 100 m libres (5.ª), 50 m libre (7.ª) y 50 m espalda (7.ª).

#### Bronce y dos diplomas en Atenas 2004
En Atenas 2004 Basualdo volvió a competir en las mismas tres pruebas que lo había hecho en los dos Juegos anteriores: en 100 m espalda obtuvo medalla de bronce, y en las dos restantes(50 m libre y 50 m espalda) salió cuarta, obteniendo dos diplomas paralímpicos.
| Natación Mujeres 100 m espalda S2 Participantes: 14 | Natación Mujeres 100 m espalda S2 Participantes: 14 | Natación Mujeres 100 m espalda S2 Participantes: 14 | Natación Mujeres 100 m espalda S2 Participantes: 14 | Natación Mujeres 100 m espalda S2 Participantes: 14 |
|                                                     | Atleta                                              | País                                                | Tiempo                                              |                                                     |
| --------------------------------------------------- | --------------------------------------------------- | --------------------------------------------------- | --------------------------------------------------- | --------------------------------------------------- |
| 1                                                   | Sara Carracelas                                     | España                                              | 2:49.38                                             |                                                     |
| 2                                                   | Danielle Watts                                      | Reino Unido                                         | 3:12.70                                             |                                                     |
| 3                                                   | Betiana Basualdo                                    | Argentina                                           | 3:17.93                                             |                                                     |
| Fuente: IPC.                                        |                                                     |                                                     |                                                     |                                                     |

#### Diploma en Pekín 2008
En Pekín 2008 Basualdo compitió en una sola prueba, 50 m espalda, en la que finalizó octava, obteniendo diploma paralímpico.

### Campeonatos mundiales
Betiana Basualdo participó en tres campeonatos mundiales, compitiendo en diez pruebas, en las que obtuvo un subcampeonato mundial (200 libre en 1998), cinco medallas de bronce, tres cuartos puestos y un sexto puesto.
| Campeonatos mundiales Betiana Basualdo | Campeonatos mundiales Betiana Basualdo | Campeonatos mundiales Betiana Basualdo | Campeonatos mundiales Betiana Basualdo | Campeonatos mundiales Betiana Basualdo |
| Posición                               | Año                                    | Evento                                 | Tiempo                                 |                                        |
| -------------------------------------- | -------------------------------------- | -------------------------------------- | -------------------------------------- | -------------------------------------- |
| 2                                      | 1998                                   | 200 m libre S2                         | 6:30.14                                |                                        |
| 3                                      | 1998                                   | 50 m espalda S2                        | 1:34.36                                |                                        |
| 3                                      | 2002                                   | 50 m libre S2                          | 1:35.79                                |                                        |
| 4                                      | 2002                                   | 100 m libre S2                         | 3:21.23                                | DP                                     |
| 3                                      | 2002                                   | 200 m libre S2                         | 7:04.52                                |                                        |
| 3                                      | 2002                                   | 50 m espalda S2                        | 1:40.51                                |                                        |
| 4                                      | 2006                                   | 50 m libre S2                          | 1:39.99                                | DP                                     |
| 6                                      | 2006                                   | 100 m libre S2                         | 3:29.54                                | DP                                     |
| 3                                      | 2006                                   | 200 m libre S2                         | 6:52.27                                |                                        |
| 4                                      | 2006                                   | 500 m espalda S2                       | 1:37.26                                | DP                                     |
| Fuente: IPC.                           |                                        |                                        |                                        |                                        |

### Juegos Parapanamericanos
Betiana Basualdo participó en dos Juegos Parapanamericanos de los que existen registros publicados. campeonatos mundiales, compitiendo en diez pruebas, en las que obtuvo un subcampeonato mundial (200 m libre en 1998), cinco medallas de bronce, tres cuartos puestos y un sexto puesto.
| Juegos Parapanamericanos Betiana Basualdo | Juegos Parapanamericanos Betiana Basualdo | Juegos Parapanamericanos Betiana Basualdo | Juegos Parapanamericanos Betiana Basualdo | Juegos Parapanamericanos Betiana Basualdo |
| Posición                                  | Juego                                     | Evento                                    | Tiempo                                    |                                           |
| ----------------------------------------- | ----------------------------------------- | ----------------------------------------- | ----------------------------------------- | ----------------------------------------- |
| 1                                         | Mar del Plata 2003                        | 50 m libre S2                             | 1:35.98                                   |                                           |
| 1                                         | Mar del Plata 2003                        | 50 m espalda S2                           | 1:38.24                                   |                                           |
| 2                                         | Mar del Plata 2003                        | 100 m libre S2                            | 3:23.08                                   |                                           |
| 2                                         | Mar del Plata 2003                        | 200 m libre S2                            | 7:07.14                                   |                                           |
| 3                                         | Río de Janeiro 2007                       | 200 m libre S2                            |                                           |                                           |
| 3                                         | Río de Janeiro 2007                       | 500 m espalda S2                          |                                           |                                           |
| Fuente: IPC.                              |                                           |                                           |                                           |                                           |